# Jean Leclerc du Sablon
Pour les articles homonymes, voir Leclerc du Sablon, Jean Leclerc, Leclerc et Sablon.
Jean Leclerc du Sablon, né le 5 juin 1942 à Montpellier et mort le 17 octobre 2012 à Saint-Lô, est un journaliste et grand reporter français,.
Ses reportages lui valent en 1972, avec son confrère Jean Thoraval, le prestigieux prix américain George Polk.

## Biographie
Né dans une famille catholique, d'un père dirigeant de la SNCF (André Marie Mathieu Leclerc du Sablon, 1918-2001), petit-fils d'un dirigeant de la SNCF (Jean Philippe Leclerc du Sablon, 1891-1964) et arrière petit-fils du botaniste Albert Mathieu Leclerc du Sablon, Jean Leclerc du Sablon grandit dans le 6e arrondissement de Paris.
Diplômé du Centre de formation des journalistes, il débute à l'AFP. Il est envoyé en Tchécoslovaquie lors du printemps de Prague et est l'un des rares journalistes occidentaux présents le 20 août 1968.
Après avoir passé une année en Bolivie, il succède à Jean Vincent, en 1970, comme chef du bureau de l'AFP à Pékin. À Hanoï en 1972, sous les bombardements américains, il est correspondant à Washington l'année suivante, lors de l'affaire du Watergate.
Il quitte l'AFP en 1974 pour prendre la direction du service étranger du Quotidien de Paris que venait de fonder Philippe Tesson, puis du Matin de Paris, avant de rejoindre L'Express en 1981 à l'arrivée de la gauche au pouvoir. Il couvre les manifestations des étudiants chinois et la répression de la place Tian'anmen en 1989.
Licencié de L'Express par Christine Ockrent, il rejoint alors la rédaction du journal Le Figaro.

## Livres
- 1979 : La Chine que j'aime, éditions Sun
- 2002 : L'empire de la poudre aux yeux : Carnets de Chine 1970-2001, éditions Flammarion